# Saturday Night Live
Saturday Night Live (SNL) ist eine US-amerikanische Comedyshow des Senders NBC, die seit der ersten Sendung am 11. Oktober 1975 immer samstags um 23:30 Uhr (Ortszeit) live ausgestrahlt wird. Produziert wird die Sendung seit Beginn aus dem Studio 8H im NBC-Hauptgebäude in New York. Die Dauer beträgt inklusive mehrerer Werbeblöcke 90 Minuten; abzüglich der Reklame ca. 66 Minuten. Entwickler des Konzeptes und ausführender Produzent ist Lorne Michaels. Die Sendung diente vielen amerikanischen Komikern als Sprungbrett zu einer erfolgreichen Karriere.
Im Februar 2025 feierte die Sendung mit einer großen Sonderausgabe ihr 50-jähriges Bestehen.

## Ablauf der Sendung
Das Ensemble der Sendung besteht in der Regel aus etwa zehn etablierten Stamm-Mitgliedern (repertory players). Hinzu kommen noch einige weitere Mitglieder (featured players), die eine Art Probezeit durchlaufen. Für gewöhnlich werden diese nach zwei Jahren in der Show zu Stamm-Mitgliedern. Für viele ist die Sendung ein Sprungbrett zu größeren Rollen, so dass immer wieder einzelne Schauspieler die Sendung verlassen und durch neue ersetzt werden.
Die Show wird von einem wöchentlich wechselnden Gastgeber (host) präsentiert. Dies sind üblicherweise bekannte Schauspieler, Musiker, Sportler, Politiker oder andere Personen des Showbiz. Der Gastgeber der ersten Show war George Carlin, die erste Gastgeberin war Candice Bergen. Zudem tritt in jeder Sendung mindestens ein musikalischer Gast auf. Die Auswahl der Musiker beinhaltet zumeist Künstler aus den Genres Pop- bzw. Rockmusik, jedoch treten auch vereinzelt Künstler aus anderen Genres wie Hip-Hop und Country-Musik auf.
Die Ausrichtung der Sendung in den ersten Jahren setzte hierbei auf eine größere Abwechslung der Programmbestandteile. So bestanden einige Sendungen zum Großteil aus musikalischen Auftritten, beinhalteten dramatische Filmsequenzen oder Varieté-Künstler wie die Zauberer Penn & Teller. Im Laufe der Jahrzehnte entstand jedoch ein relativ fester Ablauf, der vor allem die Comedy-Sketche unter Beteiligung des Gastgebers sowie zwei Auftritte des musikalischen Gastes in den Vordergrund stellten.
Zu Beginn jeder Episode wird ein Eröffnungssketch aufgeführt, der zumeist aktuelle Themen aus Politik oder Showbiz aufgreift und stets mit dem Satz Live from New York, it’s saturday night („Live aus New York, es ist Samstagnacht“) schließt. Nach dem folgenden Vorspann eröffnet der Gastgeber mit einem Monolog – in dem zumeist öffentlich bekannte Geschichten aus dem Berufs- oder Privatleben des Sprechenden thematisiert werden – die Sendung. Zusätzlich zu den Sketchen und Musikauftritten enthält jede Sendung Kurzfilme, die TV-Werbespots oder Kinotrailer parodieren.
Nach der Hälfte jeder Sendung wird das Weekend Update gezeigt, welches in der Aufmachung einer Nachrichtensendung gleicht. Hierin werden kurze Nachrichtenmeldungen verlesen und anschließend mit kurzen Witzen hierzu abgerundet. Auch enthält das Segment Sketche in Form von Auftritten verschiedener Parodien zu bekannten Persönlichkeiten des Zeitgeschehens bzw. eigenentwickelter Charaktere. Unregelmäßig enthält SNL auch verschiedene komödiantische Kurzfilme, wie in der Reihe An SNL Digital Short, welche von den Mitgliedern der Comedy-Band The Lonely Island produziert wurden.
Der wöchentlich wechselnde Gastgeber wird während der Sendung in die Mehrzahl der Sketche integriert und wird somit zumeist zum Mittelpunkt jeder Ausgabe. Auch die Musikgäste des Abends oder unangekündigte Stargäste treten unregelmäßig in Sketchen oder im Weekend Update auf. Diese Segmente enthalten oftmals eine große Dosis Selbstironie und nehmen Gerüchte aus den Medien auf. So nahm zum Beispiel Britney Spears im Jahr 2000 Gerüchte über eine Brust-OP auf und beteuerte, dass dies eine Lüge sei, während gleichzeitig falsche Brüste in ihrer Bluse per Fernsteuerung in Bewegung gebracht wurden.
In einigen Sendungen übernimmt der Gastgeber zugleich die Rolle des Musikgastes. Beispiele aus den letzten Jahren sind hierfür Justin Timberlake, Taylor Swift, Jennifer Lopez, Miley Cyrus, Katy Perry und Lady Gaga.

## Ausstrahlung und Wirkung in Deutschland
Einige Folgen aus der Anfangszeit von SNL wurden Anfang der 90er Jahre auf MTV Europe ausgestrahlt, das damals in einigen deutschen Kabelnetzen verfügbar war, bevor der deutsche Ableger gestartet wurde. 1993 bis 1998 produzierte RTL nach dem Vorbild von Saturday Night Live die Comedy-Serien-Show RTL Samstag Nacht, durch die u. a. Wigald Boning, Mirco Nontschew, Esther Schweins, Olli Dittrich und Stefan Jürgens bekannt wurden. Im Jahr 2004 entstand die Serie Michael Mittermeiers Saturday Night Live, in der Ausschnitte gezeigt und von deutschen Comedians kommentiert wurden.
Ab 2009 wurde Saturday Night Live auf Sat.1 Comedy gezeigt. Seit der Einstellung des Senders im Mai 2012 übernahm ProSieben Fun die Ausstrahlung aktueller Episoden. Die Shows werden eine Woche nach der US-Erstausstrahlung in englischer Originalsprache ohne Untertitel gezeigt, darüber hinaus zeigt der Sender mehrere Classic-Episoden. Ausgestrahlt wird eine leicht gekürzte Version von ca. 52 Minuten. Hierbei entfallen in der Regel ein Auftritt des Musikkünstlers sowie ein bis zwei Sketche aus der Sendung.

## Bekannte frühere Ensemble-Mitglieder
| - Chevy Chase (1975–1976) - Dan Aykroyd (1975–1979) - John Belushi (1975–1979) - Jane Curtin (1975–1980) - Garrett Morris (1975–1980) - Gilda Radner (1975–1980) - Bill Murray (1976–1980) - Harry Shearer (1979–1980 / 1984–1985) - Al Franken (1979–1980 / 1985–1986 / 1987–1995) („featured player“) - Gilbert Gottfried (1980–1981) - Laurie Metcalf (1980–1981) („featured player“) - Eddie Murphy (1980–1984) - Joe Piscopo (1980–1984) - Tim Kazurinsky (1980–1984) - Julia Louis-Dreyfus (1982–1985) - James Belushi (1983–1985) - Billy Crystal (1984–1985) - Martin Short (1984–1985) - Christopher Guest (1984–1985) - Randy Quaid (1985–1986) - Robert Downey Jr. (1985–1986) - Joan Cusack (1985–1986) - Anthony Michael Hall (1985–1986) - Damon Wayans (1985–1986) („featured player“) - Jon Lovitz (1985–1990) - Dana Carvey (1986–1993) - Phil Hartman (1986–1994) - Kevin Nealon (1986–1995) - Ben Stiller (1988–1989) („featured player“) - Mike Myers (1988–1995) - Chris Rock (1990–1993) - Rob Schneider (1990–1994) - Chris Farley (1990–1995) - Adam Sandler (1990–1995) - David Spade (1990–1996) - Norm Macdonald (1993–1998) | - Sarah Silverman (1993–1994) („featured player“) - Jay Mohr (1993–1995) („featured player“) - Chris Elliott (1994–1995) - Michael McKean (1994–1995) - Molly Shannon (1994–2001) - Cheri Oteri (1995–2000) - Will Ferrell (1995–2002) - Chris Kattan (1995–2003) - Ana Gasteyer (1996–2002) - Tracy Morgan (1996–2003) - Jimmy Fallon (1998–2004) - Horatio Sanz (1998–2006) - Chris Parnell (1998–2006) - Rachel Dratch (1999–2006) - Tina Fey (2000–2006) - Maya Rudolph (2001–2007) - Amy Poehler (2001–2008) - Seth Meyers (2001–2014) - Fred Armisen (2002–2013) - Will Forte (2002–2010) - Rob Riggle (2004–2005) („featured player“) - Andy Samberg (2005–2012) - Kristen Wiig (2005–2012) - Bill Hader (2005–2013) - Jason Sudeikis (2003–2013) - John Mulaney (2008–2013) - Bobby Moynihan (2008–2017) - Nasim Pedrad (2009–2014) - Vanessa Bayer (2010–2017) - Leslie Jones (2014–2019) - Beck Bennett (2013–2021) - Pete Davidson (2014–2022) - Kate McKinnon (2012–2022) - Aidy Bryant (2012–2022) - Cecily Strong (2012–2022) |

## Bekannte Gastgeber
Diese Liste umfasst eine Auswahl bekannter Persönlichkeiten, die mindestens einmal als Gastgeber von Saturday Night Live auftraten, ohne zu irgendeinem Zeitpunkt dem festen Ensemble der Show angehört zu haben. Die Namen sind hinter dem Jahr aufgelistet, in dem die Person das erste Mal als Gastgeber auftrat.
| Schauspieler - 1976: Steve Martin, Jodie Foster - 1978: Christopher Lee, Walter Matthau - 1979: Martin Sheen - 1980: Kirk Douglas, Burt Reynolds, Jamie Lee Curtis - 1982: Drew Barrymore - 1983: Jeff Bridges, Danny DeVito, John Candy, Jerry Lewis - 1984: Robin Williams, Michael Douglas - 1985: Christopher Reeve, Tom Hanks - 1986: Anjelica Huston, Sigourney Weaver - 1987: Dennis Hopper, Sean Penn - 1988: Demi Moore, John Malkovich - 1989: Leslie Nielsen, Glenn Close, Mel Gibson, Bruce Willis, Woody Harrelson - 1990: Christopher Walken, Alec Baldwin, Patrick Swayze - 1991: Kevin Bacon, Michael J. Fox, Steven Seagal, Kirstie Alley, Kiefer Sutherland, Macaulay Culkin - 1992: Sharon Stone, Jerry Seinfeld, Nicolas Cage - 1993: Christina Applegate, Nicole Kidman - 1994: Patrick Stewart, Kim Basinger, John Travolta - 1995: George Clooney, David Duchovny - 1996: Jim Carrey - 1997: Kevin Spacey, Pamela Anderson, Sylvester Stallone - 1998: Samuel L. Jackson, Julianne Moore, Steve Buscemi, Cameron Diaz - 1999: Gwyneth Paltrow - 2000: Ben Affleck, Jackie Chan, Kate Hudson, Charlize Theron - 2001: Charlie Sheen, Katie Holmes, Renée Zellweger, Pierce Brosnan, Reese Witherspoon, Hugh Jackman - 2002: Jack Black, Ian McKellen, Matt Damon, Robert De Niro - 2003: Jennifer Garner, Salma Hayek, Ashton Kutcher, Halle Berry, Elijah Wood - 2004: Colin Firth, Lindsay Lohan, Kate Winslet, Liam Neeson - 2005: Hilary Swank, Steve Carell, Catherine Zeta-Jones - 2006: Scarlett Johansson, Natalie Portman, Annette Bening - 2007: Jake Gyllenhaal, Seth Rogen - 2008: Jonah Hill, Anne Hathaway, Josh Brolin - 2009: James Franco - 2010: Zach Galifianakis, Bryan Cranston, Betty White - 2011: Melissa McCarthy, Helen Mirren - 2012: Daniel Radcliffe, Daniel Craig - 2013: Jennifer Lawrence, Christoph Waltz, Edward Norton - 2014: Anna Kendrick - 2017: Gal Gadot - 2023: Timothée Chalamet Politiker - 1977: Ralph Nader - 1983: Ed Koch - 1984: Jesse Jackson - 1996: Steve Forbes - 1997: Rudy Giuliani - 2002: John McCain, Al Gore, Al Sharpton | Musiker - 1975: Paul Simon, Eric Idle - 1977: Ray Charles - 1978: The Rolling Stones, Frank Zappa - 1982: Johnny Cash, Olivia Newton-John - 1983: Stevie Wonder - 1984: Ringo Starr - 1985: Madonna - 1991: Sting, MC Hammer - 2000: Britney Spears - 2001: Jennifer Lopez - 2003: Justin Timberlake - 2004: Jessica Simpson, Christina Aguilera, Janet Jackson, Snoop Dogg - 2007: Jon Bon Jovi - 2009: Taylor Swift - 2011: Miley Cyrus, Elton John, Katy Perry - 2012: Bruno Mars, Mick Jagger - 2013: Justin Bieber, Lady Gaga - 2019: Harry Styles - 2020: Adele - 2021: Billie Eilish Sportler - 1978: O. J. Simpson - 1989: Wayne Gretzky - 1991: Michael Jordan - 1993: Charles Barkley - 1994: George Foreman - 2002: Jonny Moseley - 2003: Andy Roddick - 2005: Lance Armstrong - 2007: LeBron James - 2008: Michael Phelps Sonstige Prominente aus dem Showbusiness - 1977: Hugh Hefner - 1985: Hulk Hogan und Mr. T - 1986: Francis Ford Coppola, Jay Leno, Oprah Winfrey - 1995: Quentin Tarantino - 1996: Elle Macpherson - 2000: Dwayne „The Rock“ Johnson - 2001: Ellen DeGeneres - 2002: Jon Stewart - 2004: Donald Trump - 2005: Paris Hilton - 2016: Lin-Manuel Miranda - 2021: Elon Musk, Kim Kardashian |

## Bekannte Musikgäste
Diese Liste umfasst eine Auswahl bekannter Künstler, die mindestens einmal als Musikgast von Saturday Night Live auftraten. Künstler, die darüber hinaus als Gastgeber fungierten sind im vorigen Kapitel aufgelistet. Aus Platzgründen sind die Namen hinter dem Jahr aufgelistet, in der die Person das erste Mal als Musikgast auftrat.
| - 1975: ABBA, Paul Simon - 1976: James Taylor, Joe Cocker, Frank Zappa - 1977: Santana - 1978: Meat Loaf, Van Morrison, Mick Jagger - 1979: Bette Midler, Blondie, Bob Dylan, David Bowie - 1980: Paul McCartney, Aretha Franklin, James Brown - 1981: Rod Stewart, Miles Davis, Billy Joel, Prince - 1982: Queen, Lionel Richie - 1983: Duran Duran - 1984: Huey Lewis & the News, Kool & the Gang, Frankie Goes to Hollywood - 1985: Tina Turner, Bryan Adams, Simple Minds - 1986: Run-D.M.C. - 1987: Cher - 1988: Mark Knopfler - 1989: Neil Young, Eurythmics - 1990: Eric Clapton, Aerosmith, Mariah Carey - 1991: Vanilla Ice, Whitney Houston, R.E.M., Michael Bolton, Public Enemy - 1992: Nirvana, Red Hot Chili Peppers, En Vogue, Pearl Jam, Annie Lennox, Bruce Springsteen - 1993: Bon Jovi, Mary J. Blige, Peter Gabriel, Lenny Kravitz, Cypress Hill, The Smashing Pumpkins - 1994: Janet Jackson, Seal, Green Day, Beastie Boys | - 1995: Eric Clapton, Dave Matthews Band, TLC, Alanis Morissette, Foo Fighters - 1996: Tupac Shakur, Rage Against the Machine, The Cure, Soundgarden, Sheryl Crow, Dr. Dre, No Doubt - 1997: Spice Girls, Oasis, Björk, Metallica - 1998: Missy Elliott, Backstreet Boys, All Saints, Puff Daddy, Lauryn Hill, Luciano Pavarotti und Vanessa Lynn Williams - 1999: Busta Rhymes, Ricky Martin, Eminem - 2000: Blink-182, Macy Gray, *NSYNC, AC/DC, Kid Rock, Radiohead, U2, Jay-Z - 2001: Nelly Furtado, Shaggy, Coldplay, Destiny’s Child, Alicia Keys, Shakira - 2002: Pink, Kylie Minogue, Moby, Norah Jones - 2003: Avril Lavigne, 50 Cent, Beyoncé - 2004: Black Eyed Peas, Maroon 5, Usher - 2005: The Killers, Kanye West, Franz Ferdinand, James Blunt - 2006: Akon - 2007: Linkin Park - 2008: Kings of Leon, Adele - 2009: Muse, Rihanna, Phoenix - 2010: Michael Bublé - 2011: Nicki Minaj, Jessie J - 2012: Lana Del Rey - 2013: Macklemore & Ryan Lewis - 2019: Taylor Swift, Billie Eilish |

## Trivia
SNL erlangte bis ins Jahr 2013 insgesamt 171 Nominierungen bei den Primetime Emmy Awards – so viele wie keine andere fiktionale Serie jemals zuvor. Bis 2017 gewann SNL insgesamt 58 Emmys und ist somit die am meisten ausgezeichnete Show in der Geschichte dieser Auszeichnung. Der vorige Rekordhalter war die Sitcom Frasier mit 37 Siegen.
Aus Figuren, die ursprünglich bei SNL entwickelt und aufgeführt wurden, entstanden mehrere Kinofilme. Die erfolgreichsten dieser Filme waren The Blues Brothers mit John Belushi und Dan Aykroyd, Wayne’s World und Wayne’s World 2 mit Mike Myers und Dana Carvey, A Night at the Roxbury mit Will Ferrell, Chris Kattan und Molly Shannon, sowie Superstar – Trau’ Dich zu träumen mit Molly Shannon und Will Ferrell. Die Filmproduktionen, die es nicht schafften, ihre Produktionskosten wieder einzuspielen, waren: Die Coneheads, Was ist Pat?, Stuart Stupid – Eine Familie zum Kotzen, Blues Brothers 2000, The Ladies Man und MacGruber.
Der häufigste wiederkehrende Gastgeber in der Show-Geschichte ist der Schauspieler Alec Baldwin mit 17 Sendungen, gefolgt von Steve Martin (15) und John Goodman (13). Die Frauen mit den meisten Episoden in Gastgeber-Funktion sind Drew Barrymore (6 Sendungen), Scarlett Johansson (6 Sendungen) und Candice Bergen (5 Sendungen).
Dave Grohl war bislang elfmal Musikgast mit vier verschiedenen Bands: Nirvana (2 Sendungen), Foo Fighters (7), Them Crooked Vultures (1) und Tom Petty & the Heartbreakers (1). Hinzu kommen ein Auftritt mit den Foo Fighters als Special Guest (zusammen mit dem mit Lorne Michaels befreundeten Mick Jagger), sowie ein Cameo-Auftritt mit seinen Nirvana-Kollegen Krist Novoselic und Pat Smear (zusammen mit Paul McCartney).
Die am häufigsten als Musikgast gelisteten Interpreten bei SNL sind Paul Simon (9 Episoden), Tom Petty & the Heartbreakers (8), Foo Fighters und Beck (je 7).
Die jüngste Gastgeberin in der Historie war Drew Barrymore mit sieben Jahren, die älteste Gastgeberin Betty White mit 88 Jahren.
Der jüngste Musikgast der Showgeschichte war Zac Hanson mit zwölf Jahren, der älteste Eubie Blake mit 92 Jahren.
Die US-Fernsehserie 30 Rock basierte auf SNL. Sie wurde von der langjährigen SNL-Hauptautorin Tina Fey entwickelt, geschrieben und produziert. Mit Fey, Tracy Morgan und Alec Baldwin haben drei der Hauptdarsteller der Serie zudem vielfältige Erfahrungen mit SNL. Der Name der Serie beruht auf der Adresse des NBC-Hauptgebäudes in New York City (30 Rockefeller Plaza), in dem SNL produziert wird. Die Innenaufnahmen zu 30 Rock fanden jedoch tatsächlich in New Jersey statt.
Lorne Michaels produziert neben SNL zurzeit noch folgende Fernsehserien und -sendungen mit früheren und aktuellen Ensemble-Mitgliedern:
- Late Night with Seth Meyers
- The Tonight Show with Jimmy Fallon
- Documentary Now![10]
- Mr. Griffin – Kein Bock auf Schule[11][12]

Einige Schauspieler, die für eine Rolle als SNL-Ensemblemitglied vorsprachen, jedoch abgelehnt wurden oder selber ablehnten, übernahmen später die Rolle des Gastgebers. Zu ihnen zählen John Goodman (Vorsprechen im Jahr 1980), Jim Carrey (1980), Geena Davis (1989), Lisa Kudrow (1990), Jennifer Aniston (1994), Steve Carell (1995) und Johnny Knoxville (1995).